# Estación de Tlajomulco
Tlajomulco fue una estación de trenes que se encuentra en Tlajomulco de Zúñiga, Jalisco.

## Historia
La estación fue construida sobre la línea de Guadalajara-Tuxpan, la cual pertenecía al antiguo Ferrocarril Central Mexicano. La estación fue construida gracias a la concesión número 17, la cual el 27 de febrero de 1878 se celebró un contrato con Enrique Pazos, el Gobernador del Estado de Jalisco en ese tiempo, esto para la construcción de un ferrocarril que uniera las ciudades de Lagos y Guadalajara con la Costa del Pacífico.
La estación dejó de recibir pasajeros en 1997, esto tras la privatización de los ferrocarriles en México.
En 2022, se iniciaron desde los terrenos de la antigua estación las obras de construcción de la Línea 4 del Tren Eléctrico Urbano de Guadalajara. Los terrenos de la antigua estación serán ocupados para crear la nueva estación llamada Tlajomulco Centro.